# Mustang (regno)
Il Mustang (in tibetano möntang) o regno di Lo, era un isolato reame, alle pendici dell'Himalaya, facente parte del Nepal dal 1789 e dotato di una rilevante autonomia. Situato nel nord-est del paese e confinante con il Tibet, la popolazione era di etnia thakali e tibetana con prevalenza del gruppo dei gurung. I nobili ereditieri, invece, aggiungevano al nome il titolo Bista. Abolita nel 2008 la monarchia nepalese del re Gyanendra e proclamata la repubblica, si estinse anche il principato del Mustang, inserito nell'omonimo distretto.

## Geografia
Il piccolo regno era ubicato nella zona montagnosa himalayana denominata Parbat. Il territorio era attraversato per tutta la sua lunghezza dal fiume Gandaki, la cui sorgente si trovava nella parte nord presso il confine con il Tibet. Il fiume, chiamato Mustang Khola, scorreva da nord-est a sud-ovest tagliando praticamente in due il reame. Lungo la sua valle erano collocati i principali insediamenti abitativi, a cominciare da Lo Manthang, la capitale, a nord, passando per Dhami, Chhusang, Kagbeni, Jomson, Marpha, Tukuche, Kowang, Kunjo, Lete.

## Storia

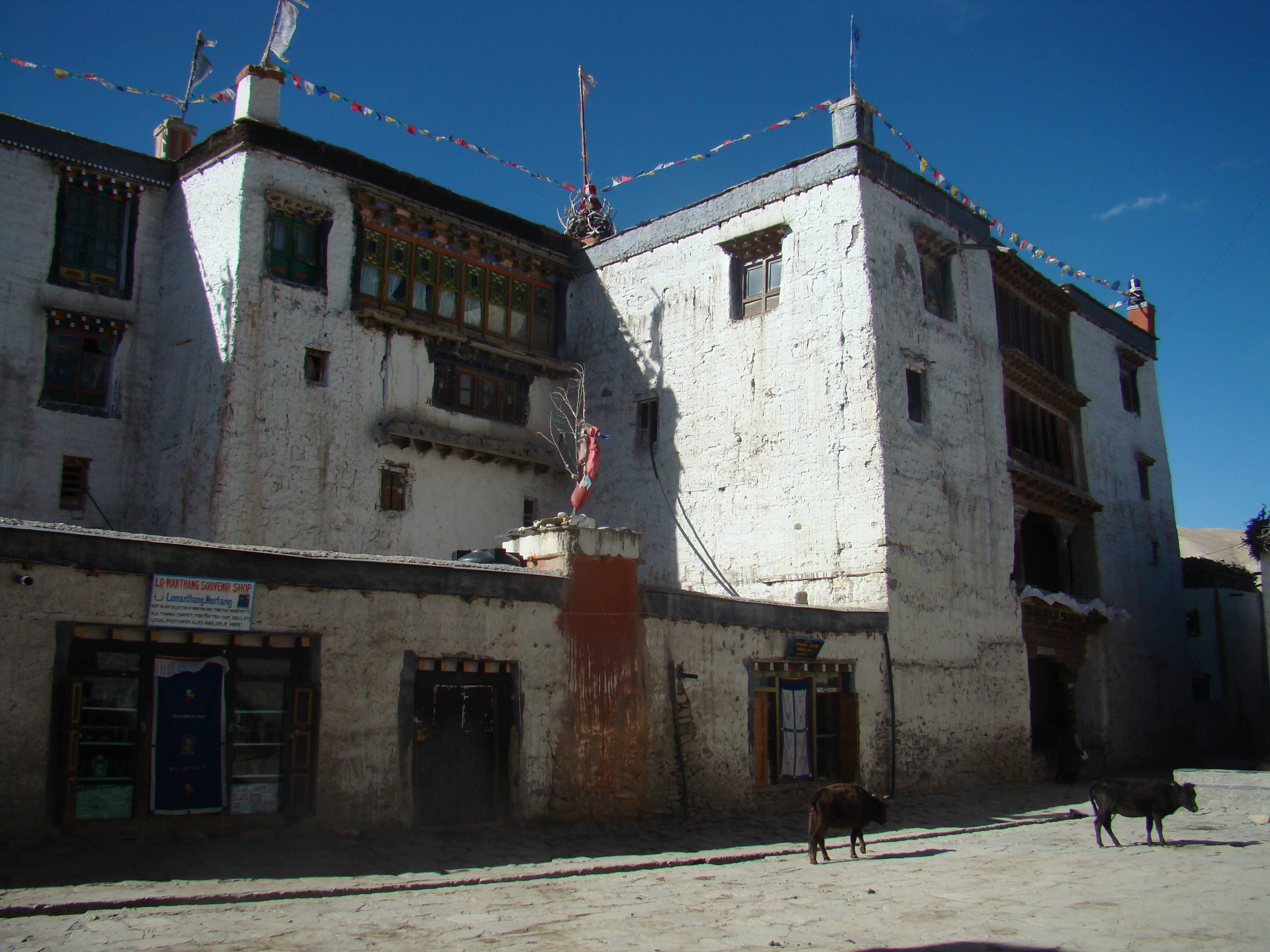
Il palazzo reale, a Lo Manthang

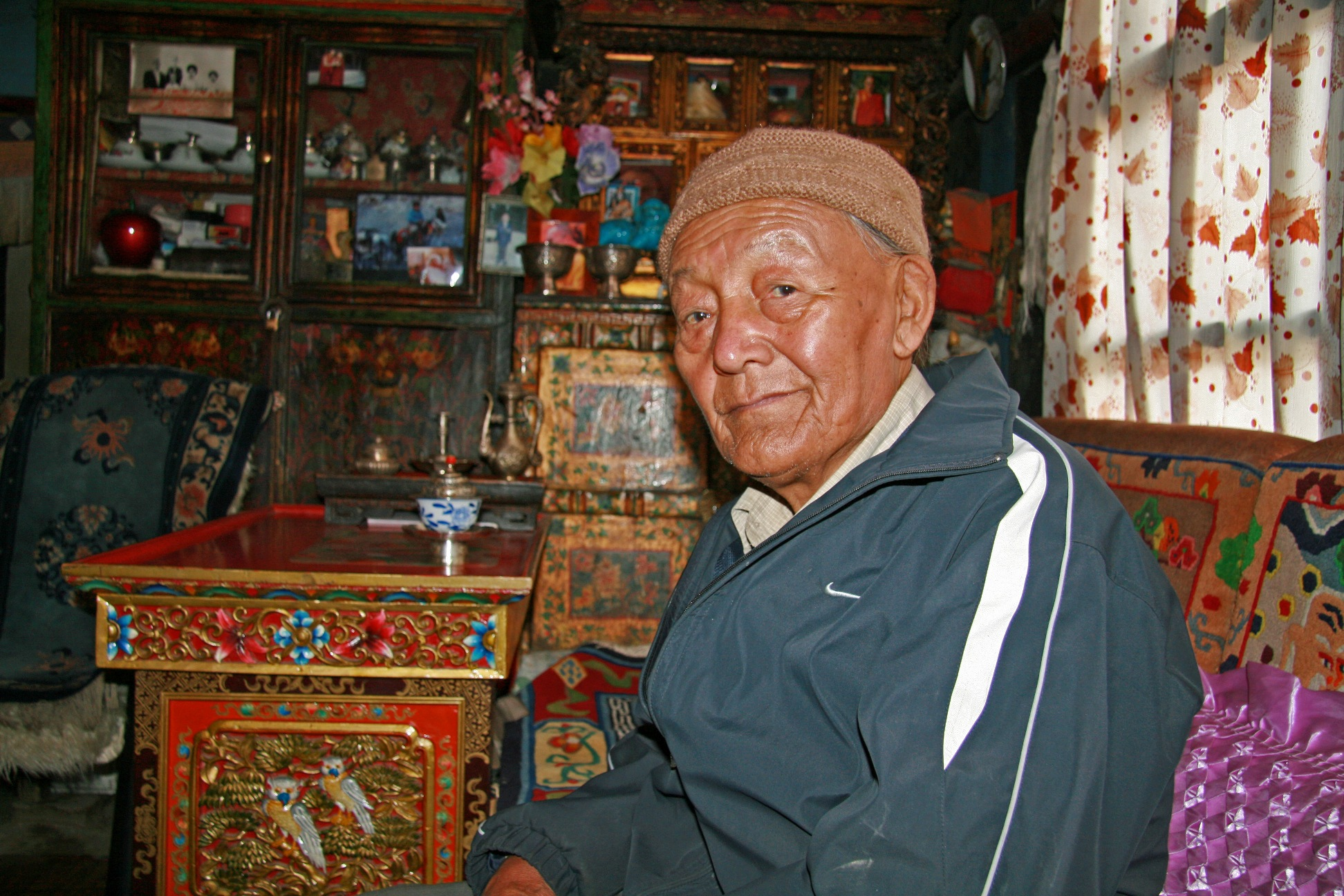
Il re Jigme Palbar Bista

Mustang è il termine con cui si individua solitamente la regione a nord della vallata del Kali-Gandaki e proviene dal tibetano Mun Tang con il significato di "pianura fertile". La vera denominazione di questa zona è tuttavia un'altra, infatti per i suoi abitanti è Lo, che, nel vernacolo tibetano, si traduce con <meridione>. Mustang, pertanto, è un'alterazione del nome della città principale di Lo, Manthang.
A lungo indipendente, dal 1440 al 1789 e, fino al 2008, sottomesso al Nepal, lo staterello di Mustang, tibetano per lingua e cultura, noto a pochissimi, era il regno proibito, perché interdetto ai visitatori fino al 1992, quando fu aperto a un ristretto numero di persone. L'orientalista ed esploratore Giuseppe Tucci (1894-1984) fu il primo italiano, nel periodo 1926-1931, ad accedere nel Nepal e nei paesi himalayani. Fosco Maraini chiamò Manthang gioiello d'antico Tibet, Michel Peissel scrisse un famoso libro dopo esserci stato per alcuni mesi negli anni Sessanta, Piero Verni vi soggiornò tre volte nel 1989, 1992 e 1993.
Nel regno furono costruiti templi e monasteri buddisti affrescati, ricchi di tesori d'arte (gompa), e fortificate la capitale (fino agli anni Sessanta le porte d'accesso venivano sbarrate durante la notte e riaperte al mattino) e la città-castello di Tsarang. Nel Quattrocento venne realizzato, nel centro di Lo Manthang, il tempio reale di Thugchen, fastosamente decorato. Il re (ormai con il titolo soltanto onorifico, ma sempre amato e rispettato), la regina (rani) Sahiba Sidol Palbar Bista, appartenente a una nobile casata tibetana, e il nipote, principe della corona, Jigme Singhe Palbar Bista risiedono ancora nel vecchio palazzo reale di Lo Manthang e nella residenza di campagna Tingkhar che raggiungono a cavallo (solo i membri della famiglia reale possono usare i destrieri entro le mura della capitale).
Jigme Parbal Bista, appartenente alla dinastia di A-ma-dpal, era il terzogenito di A-aham bsTan, e succedette al fratello Angun Tenzing Trandul, dato che il secondo era monaco. Il sovrano veniva consultato dal governo monarchico nepalese su ogni questione riguardante il Mustang e amministrava la giustizia: i sudditi si rivolgevano esclusivamente a lui per la risoluzione dei loro problemi..
Il Mustang risentì molto di quanto accadde in Tibet negli anni cinquanta, dato che i beni che produceva venivano esportati soprattutto nel paese del Dalai Lama. L'isolamento crebbe allorché la monarchia di Katmandu vacillò seriamente a causa delle pressioni dell'insurrezione maoista: tutto questo portò decadenza, povertà e fatiscenza dei monumenti.
In tempi recenti particolare attenzione à stata dedicata alla produzione artistica religiosa di questa regione, dove il tibetologo Erberto Lo Bue, coadiuvato dal restauratore Luigi Fieni, si recò insieme a un gruppo di colleghi documentandone non solo i monasteri, ma anche le grotte, e pubblicando un volume specificamente dedicato all'argomento: Wonders of Lo. The Artistic Heritage of Mustang, Marg, Mumbai 2010. 
Prima di quella data l’eminente tibetologo e storico dell’arte David Jackson aveva pubblicatoThe Mollas of Mustang. Historical, Religious and Oratorical Traditions of the Nepalese-Tibetan Borderland, Dharamsala, Library of Tibetan Works & Archives, 1984, mentre un altro gruppo di tibetologi, Niels Gutschow, Axel Michaels, Charles Ramble e Christian Seeber aveva pubblicato “Investigation in Northern Mustang/Nepal 1995 – Dead and Living Settlements in the Shöyul Area”, in Irmtrand Stellrecht (ed.), Karakorum-Indukush-Himalaya: Dynamics of Change, Köln, Rädiger Köpper Verlag, 1995, part 1, pp. 545-58, Ian Alsop aveva pubblicato “The Wall Paintings of Mustang”, in Pratapaditya Pal (a c. di), Nepal. Old Images, New Insights, Marg 56/2 (December 2004), pp. 128-39, e Charles Ramble aveva pubblicato “Playing Dice with the Devil: Two Bonpo Soul-retrieval Texts and Their Interpretations in Mustang, Nepal”, in Samten G. Karmay & Donatella Rossi (a c. di), Bon, the Everlasting Religion of Tibet. Tibetan Studies in Honour of Professor David L. Snellgrove. Papers Presented at the International Conference on Bon, 22-27 June 2008, Shenten Dargye Ling, Château de la Modetais, Blou, France, East and West, 59/1-4 (December 2009), pp. 205-31.

## I re del Mustang (1440-2008)[9]
| N° | Nome                         | Regno               | Note                                                                   |  |
| 1  | A-ma-dpal                    | 1440-1447           | primo raja del Mustang indipendente                                    |  |
| 2  | A-mgon                       | 1447-1482           |                                                                        |  |
| 3  | A-ham                        | 1482-1512           |                                                                        |  |
| 4  | A-ha Grags                   | 1512-1513           |                                                                        |  |
| 5  | Jhri-thog-pa                 | 1513-1550           |                                                                        |  |
| 6  | A-ham-rGyal-po               | 1550-1580           |                                                                        |  |
| 7  | A-ham-Don-grub               | 1580-1594           | nipote del precedente                                                  |  |
| 8  | A-ham bSam-grub              | 1594-1610           |                                                                        |  |
| 9  | A-mgon bSam-grub             | 1610-1655           |                                                                        |  |
| 10 | Sadbang bSam-grub            | 1656-1710           | terzogenito del precedente                                             |  |
| 11 | A-ham Tshe-dbang-ihun-grub   | 1711-1723           |                                                                        |  |
| 12 | A-ham bKra-shis-mam          | 1723-1729           |                                                                        |  |
| 13 | A-mgon bSod-nams             | 1730-1750           |                                                                        |  |
| 14 | Chos-rgyal dBang             | 1750-1795           | riconosciuto raja del Mustang, nel 1789, dal re del Nepal Rana Bahadur |  |
| 15 | bKra-shis-snying-po          | 1795-1815           |                                                                        |  |
| 16 | 'Jam-dpal-dgra               | 1816-1837           | nipote del precedente                                                  |  |
| 17 | Kun-dga'-nor-bu              | 1837-1858           |                                                                        |  |
| 18 | A-mgom 'Jam-dbyang           | 1858-1863           | primogenito del precedente                                             |  |
| 19 | dNgos-grub-dpal              | 1864-1894           | fratello del precedente                                                |  |
| 20 | A-ham 'Jam-dbyang            | 1894-1935           | nipote del precedente                                                  |  |
| 21 | A-ham bs Tan-'dzin 'jam-dpal | 1935-1955 1960-1964 |                                                                        |  |
| 22 | A-ham dBang-dus-snying-po    | 1955-1960           | primogenito del precedente, morì giovane e il padre riprese il trono   |  |
| 23 | A-ham 'Jig-med dpal-'bar     | 1964-2008           | fratello minore del precedente                                         |  |

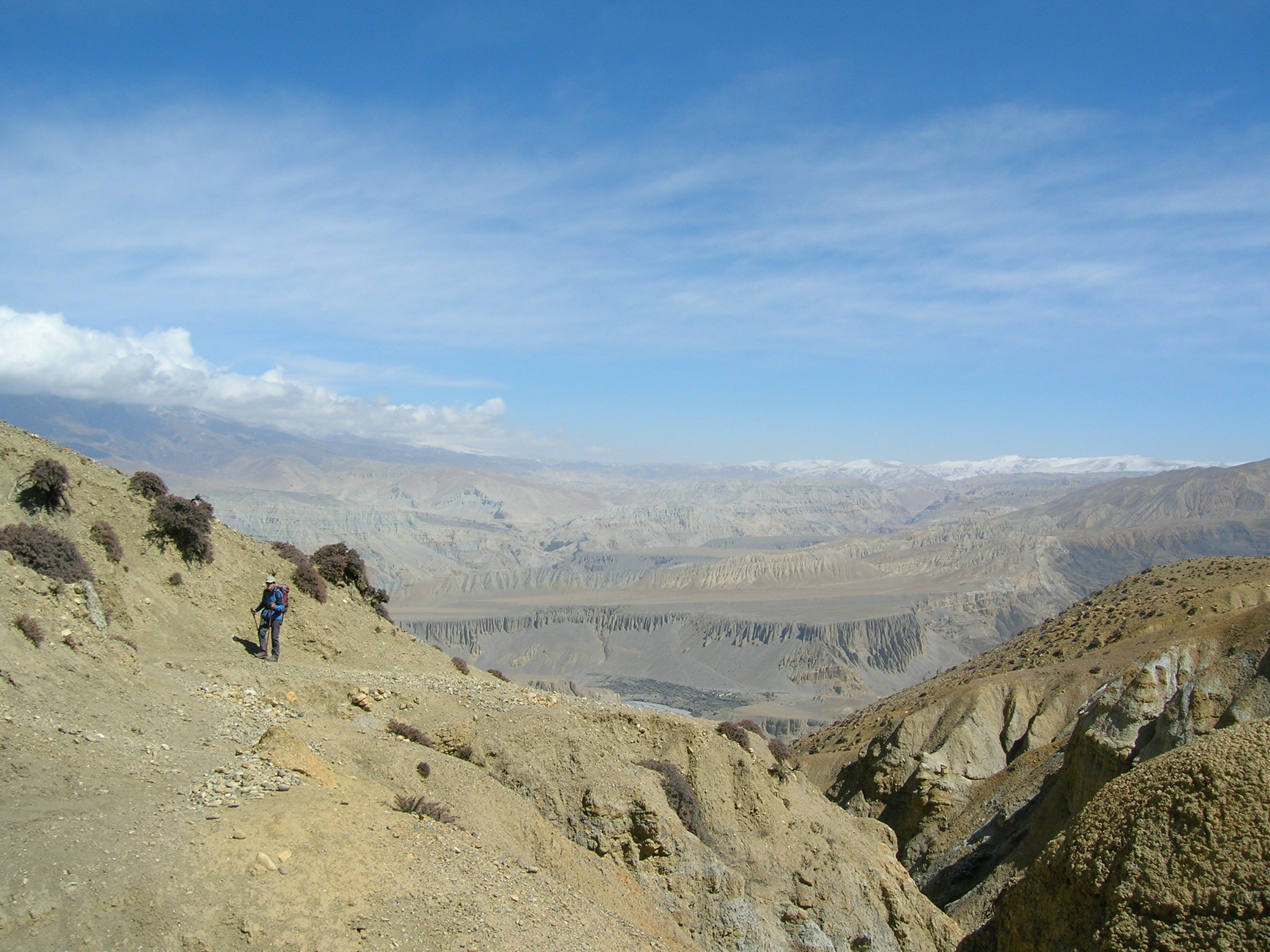
Deserto del Mustang: all'orizzonte il confine con il Tibet
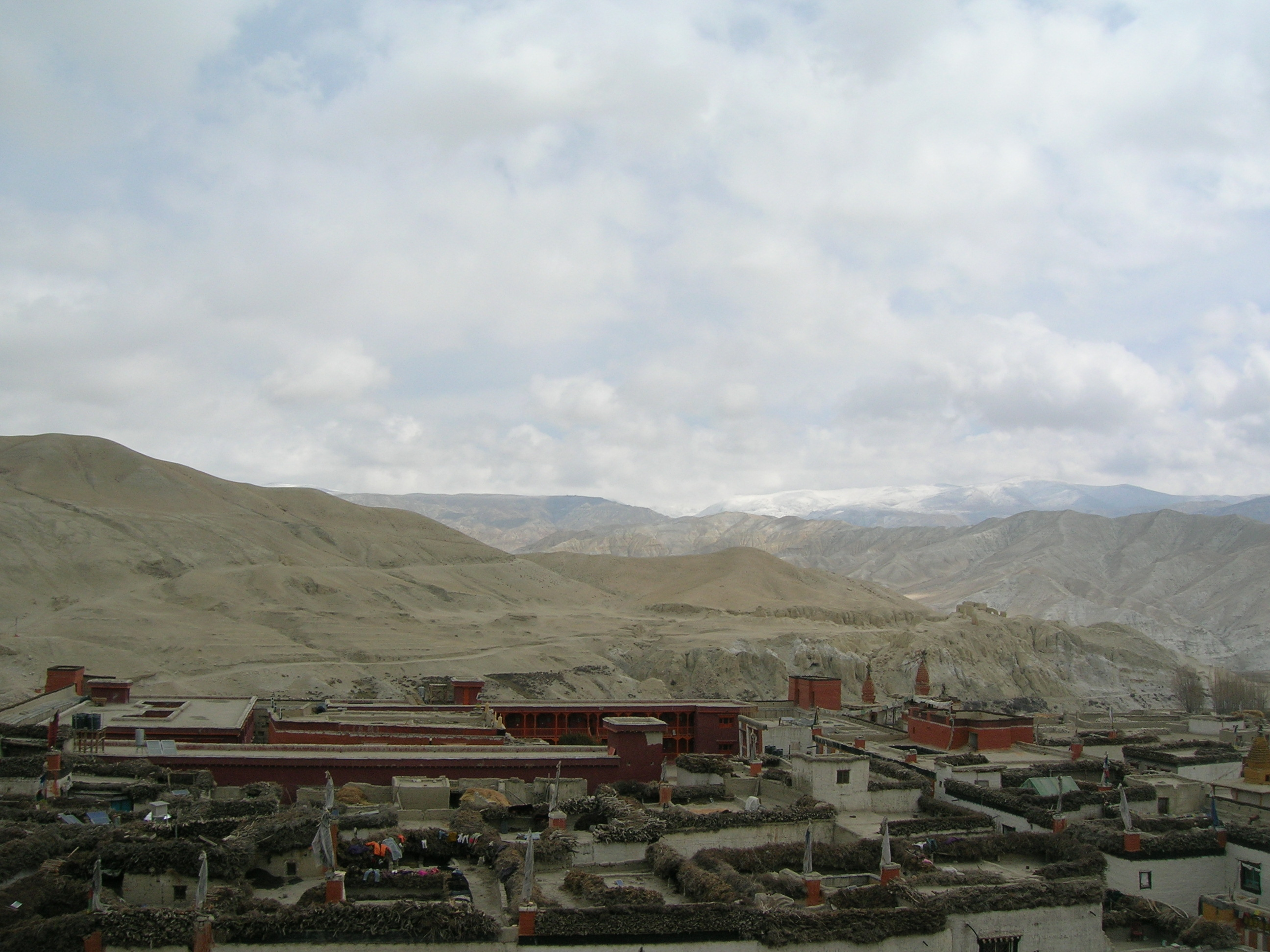
I tetti di Lo Manthang, la capitale del Mustang
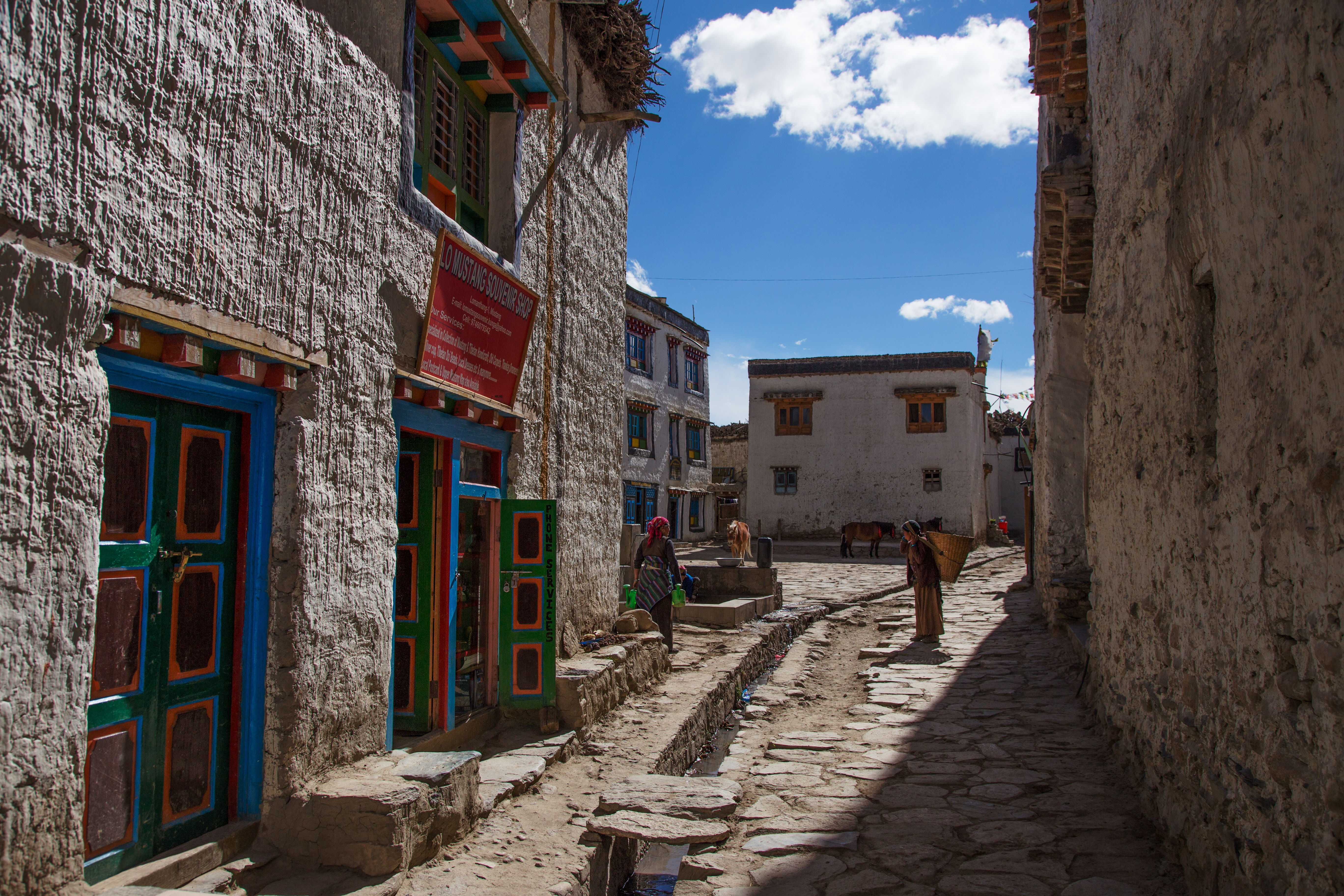
Una strada di Lo Manthang
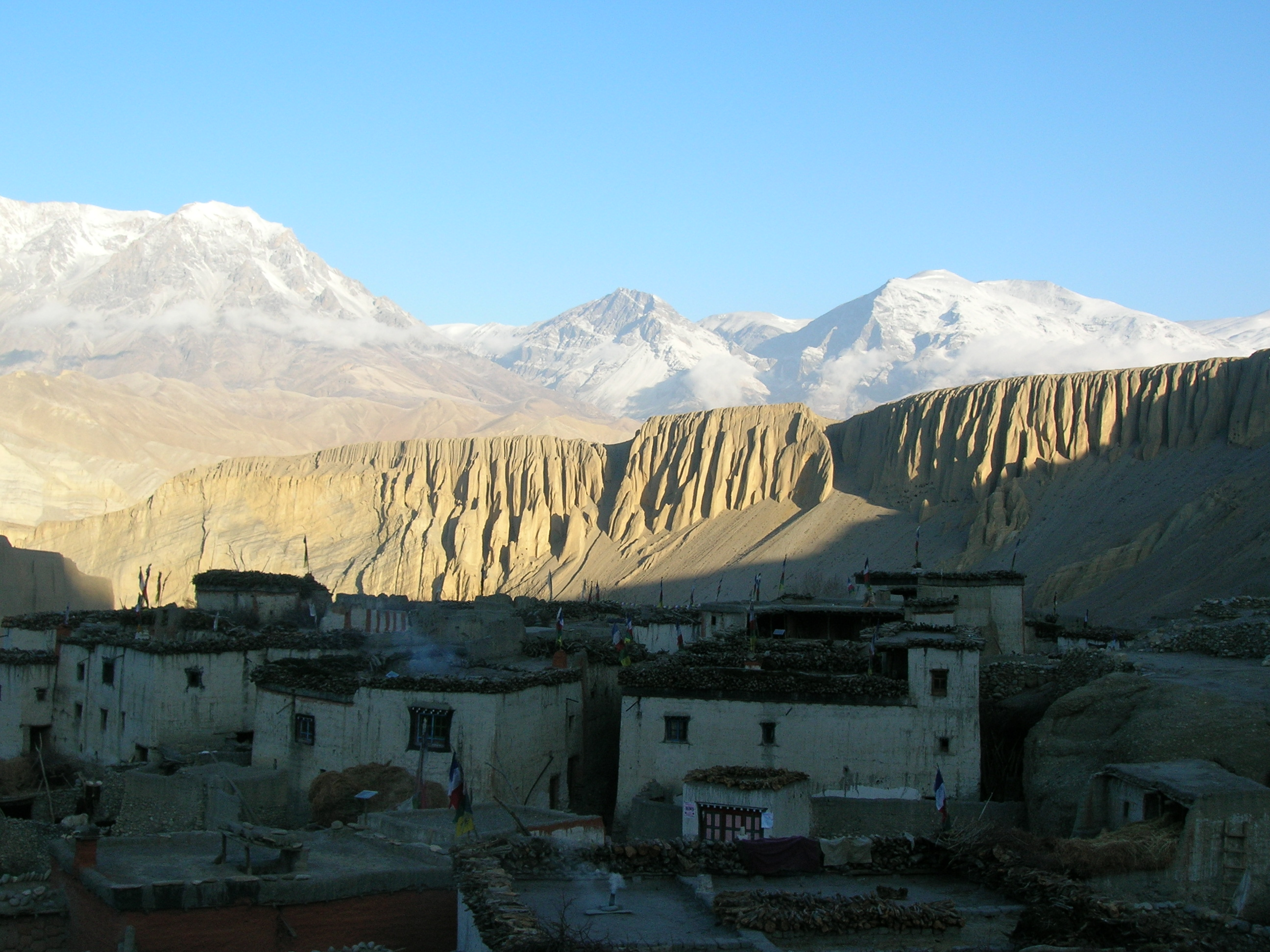
Il villaggio di Tetang